# Ektotermija
Ektotermi odnosno ektotermnim organizmima (grčki εκτός (ektós) = "vani", "izvana" i θερμός (thermós) = "toplina") nazivaju se u zoologiji životinje čiju tjelesnu temperaturu uvjetuje okolina. Posljedica je da ti organizmi ovise o vanjskim izvorima topline i imaju relativno spor metabolizam. Na primjer, mnogi gmazovi reguliraju svoju tjelesnu toplinu sunčanjem. Preciznije, mnogi ektotermni organizmi su poikilotermni.
- Kod dubokomorskih riba tjelesna temperatura ovisi isključivo o temperaturi okoline. Na velikim dubinama voda ima uvijek jednaku nisku temperaturu (nepunih 4 °C), pa i ribe koje tamo žive imaju uvijek jednaku temperaturu. Dakle, one su ektotermne, no istovremeno ih se svrstava i u homoiotermne.

- Gotovo svi beskralješnjaci, kao i većina riba, vodozemaca i gmazova, jesu ektotermni i, istovremeno, poikilotermni. Tjelesna temperatuta ovisi im o temperaturi okoline, a u određenoj mjeri mogu ju regulirati svojim ponašanjem (sunčanje, povlačenje u sjenu, promjena boje tijela). Zbog toga je kod ovih životinja potrošnja energije značajno manja nego kod endotermnih organizama.

- Neke životinje su u određenoj mjeri povremeno ektotermne, a povremeno endotermne. Tako neke zapravo ektotermne životinje u određenim prilikama mogu podići svoju tjelesnu temperaturu korištenjem metabolizma: neki kukci za hladnih jutara da bi mogli poletjeti ili pitoni radi grijanja svojih jaja. Za podizanje tjelesne temperature koriste se podrhtavanjem mišića. S druge strane, neke u stvari endotermne životinje zbog uštede energije povremeno odustaju od metaboličke termoregulacije. Tako neki kolibrići koji žive na velikim nadmorskim visinama noću snizuju tjelesnu temperaturu, a isto to rade i šišmiši u vrijeme zimskog sna.